# ویلیام اف. نولان
```
ویلیام فرانسیس نولان
 (متولد ۶ مارس ۱۹۲۸) نویسنده آمریکایی است که صدها داستان را در ژانرهای 
علمی تخیلی
، 
فانتزی
، 
وحشت
 و 
داستانهای جنایی
 نگاشته‌است.
[
۱
]
[
۲
]
[
۳
]
```

در میان بسیاری از تحسین‌های او، نولان دو بار برنده جایزه ادگار آلن پو از نویسندگان رمز و راز آمریکا شده‌است. در سال ۲۰۰۲ توسط انجمن بین‌المللی ترسناک به وی به عنوان افسانه Living in Dark Fantasy رای داده شد، و در سال ۲۰۰۶ به عنوان افتخار نویسنده Emeritus توسط نویسندگان علمی تخیلی و فانتزی آمریکا اهدا شد. در سال ۲۰۱۰، او جایزه (برام استوکر) Bram Stoker را از انجمن نویسندگان ترسناک (HWA) دریافت کرد. در سال ۲۰۱۳، وی به همراه برایان دبلیو آلدیس، جایزه کنوانسیون جهانی فانتزی در برایتون، انگلیس را از آن خود کرد. در ماه مه سال ۲۰۱۴، به نولان جایزه برام استوکر دیگر داده شد، برای موفقیت برتر در Nonfiction. این جایزه برای مجموعه او دربارهٔ دوست فقیدش ری برادبری بود، به نام نولان در بردبری: شصت سال نوشتن در مورد استاد علمی تخیلی. در سال ۲۰۱۵، نولان به عنوان استاد بزرگ جامعه ترسناک جهانی معرفی شد. این جایزه در کنوانسیون جهانی وحشت در آتلانتا، GA در ماه مه همان سال اهدا شد.

## زندگی شخصی
نولان از پدر و مادر کاتولیک ایرلندی در کانزاس سیتی، میسوری متولد شد. وی مختصری در موسسه هنری کانزاس سیتی حضور یافت. بعداً، او قبل از عزیمت به کالیفرنیا همراه والدینش برای شرکت هالمک کارت شعر و کارت ملاقات می‌نوشت. پس از چند سال کار در دفاتر، وی با چارلز بیومونت آشنا شد که تا زمان مرگ زودهنگام بیومونت در سی و هشت سالگی، دوست نزدیک او باقی می‌ماند. بیومونت در نویسنده شدن نولان تاثیرگذاربود. نولان همچنین با نورمن کوروین و ری برادبری دوست نزدیک بود و عضوی با نفوذ در مدرسه نویسندگان کالیفرنیای جنوبی در دهه‌های ۱۹۵۰–۱۹۶۰ (که به‌طور غیررسمی با عنوان «گروه» شناخته می‌شود) بود، که بسیاری از این نویسندگان برای آلفرد هیچکاک یا بسیاری سریالهای محبوب روز دنیا مثل گرگ و میش یا پیشتازان فضا می‌نوشتند. نولان یک گیاهخوار اخلاقی است و حیوانات را دوست دارد. او هنوز هم مطالب جدید می‌نویسد و در پروژه‌های مختلف ادبی، کنوانسیون (همچنین مهمان ویژه در کنوانسیون جهانی ترسناک، کنوانسیون جهانی فانتزی و بسیاری موارد دیگر) فعال است. اگرچه او بیش از ده سال است که از کشورش دور است اما از سال ۱۹۷۰ ازدواج کرده و در ونکوور ساکن است. وی در مورد کار خود اظهار داشت: من وقتی از چیزی هیجان زده می‌شوم، می‌خواهم در مورد آن بنویسم.

## فیلم، تلویزیون و مستند
- مزاحم (۱۹۶۲) به عنوان شرور «بارت کری»
- چارلز بیومنت : زندگی جادویی منطقه گرگ و میش (جاسوننی Productions , LLC؛ ۲۰۱۰) به عنوان خودش
- The AckerMonster Chronicles! (JaSunni Productions, LLC؛ ۲۰۱۲) به عنوان خودش

## کتابشناسی (جزئی)

### رمان‌ها

#### سری لوگان
- رمان و رمان
  - فرار لوگان (۱۹۶۷) - رمان (با جورج کلینتون جانسون)
  - دنیای لوگان (۱۹۷۷) - دومین رمان در نسخه اصلی «سه‌گانه لوگان»
  - جستجوی لوگان (۱۹۸۰) - سومین رمان در «سه‌گانه لوگان»
  - بازگشت لوگان (۲۰۰۱) - نولا، به عنوان کتاب الکترونیکی منتشر شد
  - سفر لوگان - رمان (Sequel هنوز منتشر نشده‌است (در سال ۲۰۱۰ تکمیل شد)؛ آینده) (با پل مک کومز)[۷]
  - سقوط لوگان (هنوز منتشر نشده‌است (هنوز هم در سال ۲۰۱۰ برنامه‌ریزی شده‌است)؛ آینده) (با جیسون وی بروک)
- مجموعه‌ها
  - سه‌گانه لوگان (۱۹۸۶) - مجموعه ای از سه کتاب اول
- نسخه‌های قطعی
  - Logan's Run: The Definitive Edition (نسخه ای مصور و محدود از Centipede Press با مطالب اضافی؛ ۲۰۱۴)

#### سری نقاب سیاه
- قتلهای نقاب سیاه (۱۹۹۴) - رمان
- باغ مرمر (۱۹۹۶) - رمان
- کوسه‌ها هرگز نمی‌خوابند (۱۹۹۸) - رمان

#### سری فضایی سام
- فضایی برای استخدام (۱۹۷۱) - رمان
- به دنبال فضا باشید (۱۹۸۵) - رمان
- 3 Fبرای فضا (۱۹۹۲) - مجموعه
- Far Out (2004) - مجموعه
- هفت برای فضا (۲۰۰۸) - مجموعه

#### سری چالیز
- مرگ برای بازنده هاست (۱۹۶۸) - رمان
- کراس اوت سفید (۱۹۶۹) - رمان
- هل بر روی چرخ‌ها (۱۹۹۲) - نولا
- برادران چالیز (۱۹۹۶) - مجموعه

### زندگی‌نامه

#### در مورد نام تجاری Max
- بهترین داستانهای وسترن ماکس برند (۱۹۸۱) - مجموعه برند
- بهترین داستانهای وسترن ماکس مارک دوم (۱۹۸۵) - مجموعه برند
- ماکس مارک: غول غربی (۱۹۸۶) - گلچین / کتابشناسی
- بهترین داستانهای غربی غربی ماکس برند III (1987)

#### داشیل همت
- داشیل همت: کتاب مرجع(۱۹۶۹) - مطالعه انتقادی
- همت: زندگی در لبه (۱۹۸۳) - بیوگرافی
- داش (۲۰۰۴) - صحنه بازی
- مردی به نام داش: زندگی و روزگار ساموئل داشیل همت (آلفرد. ای ناپف، ۲۰۱۵ [تاریخ انتشار آزمایشی]) - بیوگرافی قطعی

#### ری بردبری
- بررسی ری برادبری (۱۹۵۲) - گلچین
- فهرست ری بردبری(۱۹۵۳) - جزوه
- همنشین ری بردبری (۱۹۷۵) - بیوگرافی / کتابشناسی
- نولان و برد بری: شصت سال نوشتن در مورد استاد علمی تخیلی (۲۰۱۳) - مجموعه کتاب‌های غیر داستانی (ویرایش شده توسط ST Joshi)

#### بیوگرافی‌ها و سایر
- ماجراجویی ویل(۱۹۵۹) - زندگی‌نامه زندگی جان فیچ
- بارنی اولدفیلد (۱۹۶۱) - بیوگرافی
- Phil Hill :یانکی قهرمان (۱۹۶۲) - بیوگرافی
- جان هاستون: پادشاه شورشی (۱۹۶۵) - بیوگرافی
- بزهکاران و سوپرمن (۱۹۶۵) - مجموعه غیر داستانی
- استیو مک کوئین: ستاره بر روی چرخ‌ها (۱۹۷۲) - بیوگرافی
- همینگوی: آخرین روزهای شیر (۱۹۷۴) - چاپ بیوگرافی
- مک کوئین (۱۹۸۴) - بیوگرافی
- پسران ماسک سیاه (۱۹۸۵) - بیوگرافی / گلچین
- نحوه نوشتن داستان ترسناک (۱۹۹۰) - مرجع
- بیایید خلاق شویم: نوشتن داستانی که می‌فروشد! (۲۰۰۶) - مرجع

### کتابشناسی
- اثر چارلز بیومنت (۱۹۸۶)
- اثر ویلیام اف. نولان (۱۹۸۸)

### گلچین‌ها و مجموعه‌ها (به عنوان ویرایشگر)
- شیطان درون تو (۱۹۶۲) - گلچین (با چارلز بسومنت ؛ نولان بی‌اعتبار است)
- مرد علیه فردا (۱۹۶۵)
- ایل مگلیو دلا فانتاسیانزا (۱۹۶۷)
- ۳ به بالاترین قدرت (۱۹۶۸)
- یک بیابان از ستاره‌ها (۱۹۶۹)
- دریایی از فضا (۱۹۷۰)
- آینده در حال حاضر است (۱۹۷۱)
- معادله انسانی: چهار رمان علمی تخیلی فردا (۱۹۷۱)
- Origins Science Fiction (1980) - گلچین (با مارتین ا. گرینبرگ
- جادوگری کالیفرنیا، ویرایش نولان و ویلیام شفر (۱۹۹۸)
- مغایر (۲۰۰۲) - مجموعه داستانهای ریچارد ماتسون
- لبه آغشته به خون- آنتولوژی (با جیسون پنجم بروک)
- دنباله شیطان (۲۰۱۲) - گلچین (با جیسون پنجم بروک)

### شعر
- کوهستان(۱۹۷۹)
- برخوردهای تاریک (۱۹۸۶) - مجموعه
- آیا باد را دیدی؟ (۲۰۰۳) - مجموعه، با نثر
- ملاقات با مهتاب(۲۰۰۴) - مجموعه، با نثر و آثار هنری
- سفرهای روح (۲۰۱۵) - مجموعه

### آثار ترسناک
- چیزهایی فراتر از نیمه شب (۱۹۸۴) - مجموعه
- آسمان خون (۱۹۹۱) - کتابچه شعر
- Helltracks (1991) - رمان
- اشکال شب (۱۹۹۵) - مجموعه
- جهان تاریک ویلیام اف. نولان (۲۰۰۱) - گذشته نگر
- دنیای شب (۲۰۰۴) - مجموعه

### آثار متفرقه
- یک مقطع هنری در علم-فانتزی (۱۹۵۲) -کتابچه شعر
- قدرت تصویر (۱۹۸۸) - جزوه
- Rio Renegades (1989) - رمان وسترن
- به سادگی یک پایان (۲۰۰۲) - جزوه
- با مارلو در LA (2003) - پمفلت

### سایر مجموعه‌های نولان
- تأثیر -۲۰ (۱۹۶۳) - داستانهای کوتاه
- بیگانه در افق (۱۹۷۴)
- دنیاهای عجیب (۱۹۷۷)
- پایین شب طولانی (۲۰۰۰)
- کشتی در شب: و داستانهای دیگر (۲۰۰۳) - مجموعه علمی تخیلی، غربی و غیره.
- کهکشان وحشی: داستانهای علمی تخیلی منتخب (۲۰۰۵)
- مانند یک مرد مرده در حال قدم زدن و دیگر داستانهای سایه (ویرایش شده توسط جیسون پنجم بروک؛ ترکیبی از داستان‌های علمی، ترسناک، شعر و داستان‌های ادبی)

### نمایشنامه
- پیشنهادها سوخته (۱۹۷۶)
- چه کسی به آنجا می‌رود درمان صفحه نمایش (۱۹۷۸)، که برای استودیوی جهانی (تولید نشده‌است)، که توسط Rocket Ride Books منتشر شده‌است در "چه کسی به آنجا می‌رود؟" منتشر شده‌است.

### نوشته‌های تلویزیونی
- موج مغز (۱۹۵۹) - یک قدم فراتر از آن
- قانون ناپدید شدن (۱۹۵۹) - می‌خواست: مرده یا زنده
- کمربند سیاه (۱۹۶۰) - می‌خواست: مرده یا زنده
- لذت زندگی (۱۹۷۱) - نورمن کوروین تقدیم می‌کند
- سخت تر شدن اوضاع (1974) - Miniseries ABC
- (میلیچند و ترزا؛ جولی) (۱۹۷۵) - فیلم ABC هفته
- مالوین پرویس: جی من (۱۹۷۵)
- فیلم قتل‌عام کانزاس (۱۹۷۵) - فیلم هفته ABC
- Logan's Run (1977) - خلبان سریال CBS
- ضرر اول (۱۹۸۱) - ۲۴۰-رابرت
- مشارکت (۱۹۸۱) - اتاق تاریک
- پل در طول زمان، با نام مستعار ترور در پل لندن (۱۹۸۵) - فیلم NBC هفته
- (موش‌های قبرستان؛ او که می‌کشد) (۱۹۹۶) - فیلم هفته ایالات متحده